# Katri Vala
Katri Kala (Karin Alice Heikel, de soltera. Muonio, Finlàndia, 11 de setembre de 1901 - Eksjö, Suècia, 28 de maig de 1944) fou una poeta finlandesa de la primeria del segle xx. Tingué una actitud rebel davant la societat que reflecteix en la seua obra, amb escrits en vers lliure.
Va morir en un sanatori de la ciutat sueca d'Eksjö al 1944.